# Mittelmühle (Greding)
Mittelmühle ist ein Wohnplatz der Stadt Greding im Landkreis Roth (Mittelfranken, Bayern).
Die Mühle liegt am Agbach. In den 1970er Jahren wurde die Baulücke mit der Erschließung des Mühltals geschlossen. Heutzutage ist die Mühle ein Sägewerk und es wurde ein Wasserkraftwerk installiert. Seit 1961 wird sie nicht mehr in den Einwohnerverzeichnis aufgeführt.

## Einwohnerentwicklung
- 1818: 3 Einwohner[3]
- 1840: 8 Einwohner[4]
- 1852: 8 Einwohner[5]
- 1861: 4 Einwohner[6]
- 1871: 7 Einwohner[7]
- 1885: 3 Einwohner[8]
- 1900: 8 Einwohner[9]
- 1925: 11 Einwohner[10]
- 1950: 11 Einwohner[11]